# Tramhalte

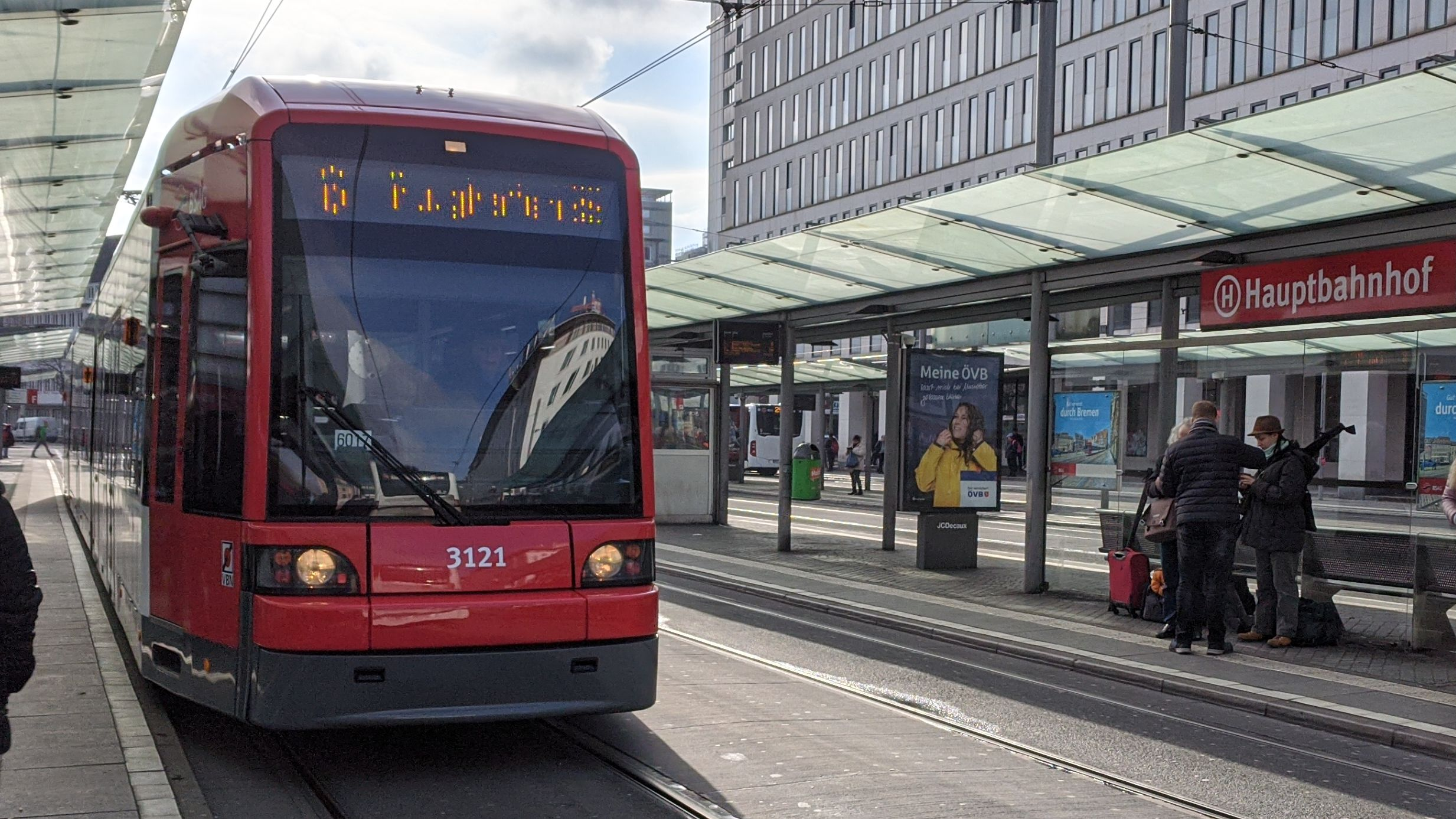
Tramhalte in Bremen

Een tramhalte is een stopplaats voor trams. Een tramhalte is vaak op een vluchtheuvel en heeft vaak een abri. In de grote steden is er vaak sprake van een (smal) tramperron, naar instaphoogte min of meer gelijkvloers met de tram.
De meeste haltes in Nederland en België bevatten de volgende informatie:
- naam van de halte
- zonenummer
- lijnnummers van trams die deze halte aandoen, met voor elke lijn de eindbestemming en in het kort de route.
- wat lager aan de haltepaal zit een bordje met vertrektijden, indien dit niet in de abri is opgehangen, dit heet ook wel de haltevertrekstaat. Steeds meer OV-haltes krijgen digitale borden of kastjes met de actuele vertrektijden.

Het halteren bij een tramhalte is meestal vraagafhankelijk. Als er passagiers bij de halte willen instappen of willen uitstappen, in het laatste geval drukt de reiziger op een knopje, waardoor er zowel bij de bestuurder als bij de reizigers een (rode) lamp of tekst (STOP) gaat branden. Voertuigen van RandstadRail en trams in Utrecht stoppen altijd bij iedere halte, tenzij ze buiten dienst zijn.

## Tramstation

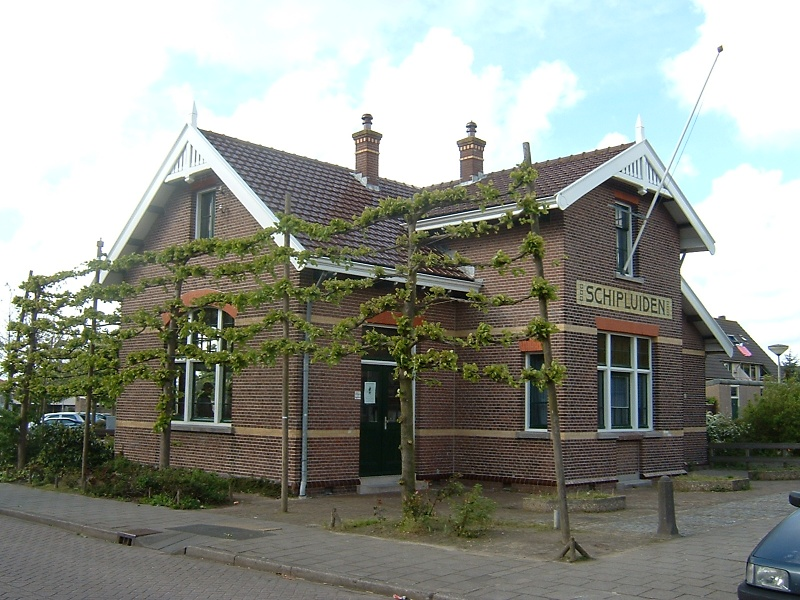
Tramstation Schipluiden, sinds 1989 in gebruik als museum.

Een tramstation is een belangrijke tramhalte waar vaak verschillende tramlijnen samenkomen of kwamen. Vooral vroegere stoomtramlijnen beschikten over tramstations, waar naast de perrons de passagiers in en uit de trams konden gaan, veelal ook andere voorzieningen aanwezig waren.
Zo kan/kon een tramstation ook over een stationsgebouw beschikken, meestal kleiner van afmeting dan een spoorwegstation, maar ook o.a. goederenloodsen, kolenopslag, watertoren, remisegebouwen en opstelsporen kunnen/konden bij een tramstation aanwezig zijn. Sommige tramstations beschikten zelfs over een stationskap, zoals in Amsterdam-Noord (Waterlandse tram) en aan de nog bestaande Tramstraat in Eindhoven.(Alleen de straatnaam herinnert hier nog aan, er is niets meer te zien) Ook aan de Blaaksche Dijk en in Spijkenisse hadden de tramstations die daar waren ooit een fraaie houten overkapping.
Met de opheffing van de meeste stoomtramlijnen, ook de lijnen die later geëlektrificeerd werden, verloren de tramstations hun functie. Sommige bleven nog lang bestaan voor de bus zoals het Busstation Purmerend Tramplein.
Ook zijn er her en der in het land nog vroegere tramstationsgebouwen te vinden, die vaak als woning nog in gebruik zijn of een andere functie hebben. Voorbeelden zijn: Winschoten (OG), Coevorden (DSM), Hijkersmilde (NTM), Noordwolde (NTM), Oosterwolde (NTM), Schipluiden (WSM, thans museum), Rotterdam Rosestraat (RTM), Hoogvliet (RTM) Zierikzee (RTM), Erp (BBA, thans Hotel), Naaldwijk (WSM), 's-Gravezande (WSM), Gorssel (ZE).
Moderne tramstations/haltes vinden we in Amsterdam (het Rietlandpark), in de Haagse tramtunnel (ondergrondse stations Grote Markt en Spui), haltes op een viaduct: het Haagse Centraal Station, Ternoot en Beatrixkwartier
en in de Voorburgse Vliettunnel (ondergronds station Oosteinde). Daarnaast zijn er in Amsterdam en Rotterdam enkele haltes in combinatie met de metro of trein onder een viaduct.
Er zijn in Rotterdam ook twee ondergrondse tramhaltes verdwenen namelijk in Rotterdam Zuid bij de Beijerlandselaan en Station Rotterdam Lombardijen.

## België

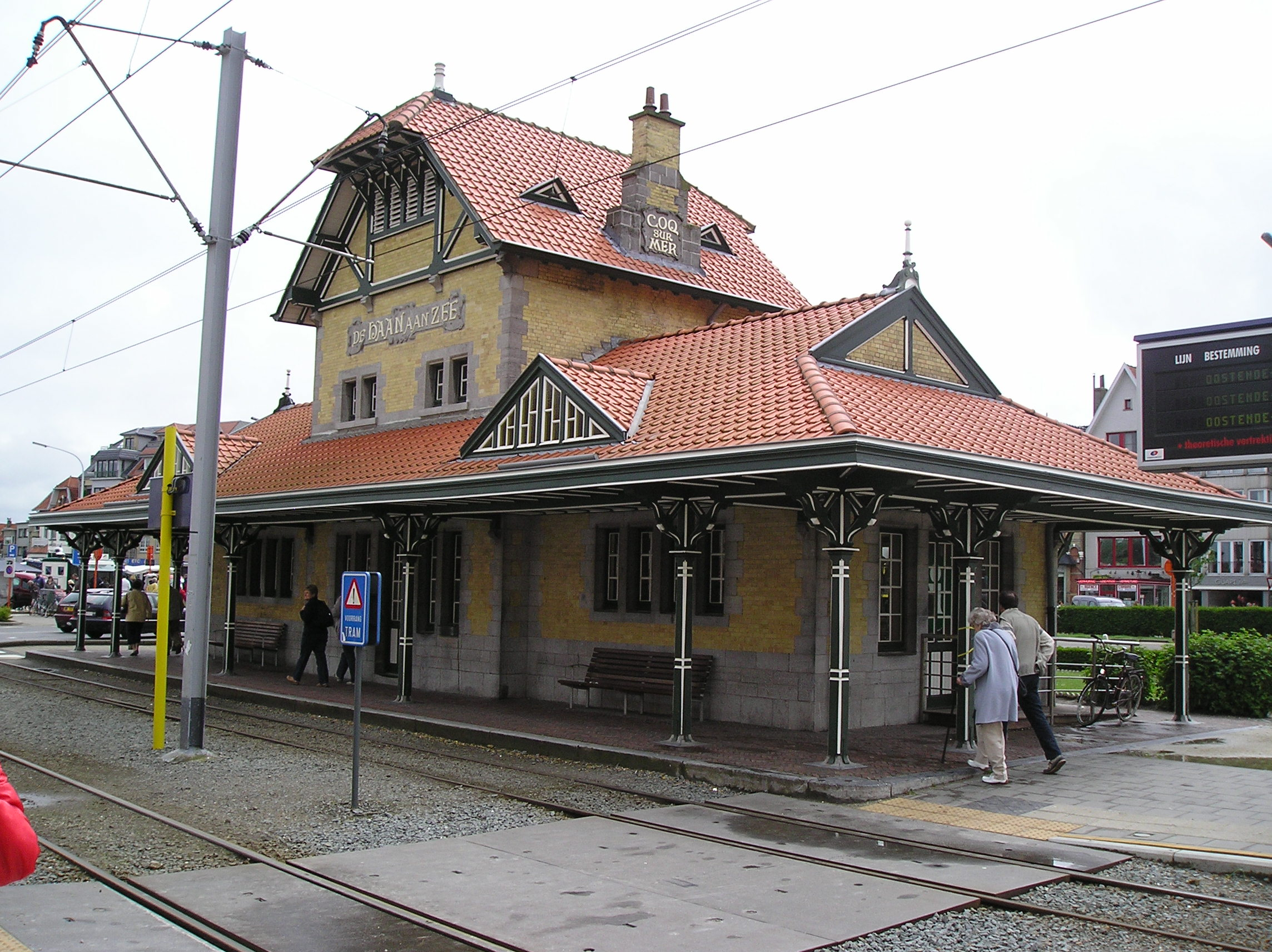
Tramstation De Haan aan de Belgische Kusttramlijn.

Ook in België waren er langs het uitgebreide tramnet van de NMVB vele tramstations, die ook na elektrificatie van de tramlijnen vaak hun functie behielden. Langs de huidige Kusttram is nog een fraai voorbeeld uit 1902 te vinden in De Haan. Ook Oostende heeft nog een, zij het gemoderniseerd, tramstation. In 2019 vervangen door nieuwbouw die is samengevoegd met het treinstation. Bij de haltes Oostende Marie Joséplein, Bredene Renbaan, en nabij Zeebrugge vaart zijn nog oorspronkelijke abri's aanwezig. Te Duinbergen is nog een oud stationsgebouw aanwezig. De laatste twee zijn niet meer voor publiek toegankelijk. 
Ook hebben diverse tramstations een functie gekregen als busstation, zoals te Grimbergen of te Leerbeek.
Daarnaast hebben heden ten dage Brussel, Antwerpen en  Charleroi vele ondergrondse of bovengrondse premetrostations en had Gent een tramstation onder het St. Pietersstation. Er komt een nieuw tramstation onder de treinsporen in Gent.

## Trivia
In onderdeel Debiteuren Crediteuren van Jiskefet komt Jos telkens het kantoor binnen om te zeggen: "Sta ik daarnet op de tramhalte, zeg", waarna een flauwe grap wordt verteld.